# نادي غلطة سراي لكرة اليد
نادي غلطة سراي لكرة اليد هو نادي كرة يد في تركيا تأسس في سنة 1926. يقع مقره في إسطنبول. يلعب في الدوري التركي لكرة اليد وفاز به مرتين.